# Faverges (Alta Saboya)
Faverges era una comuna francesa situada en el departamento de Alta Saboya, de la región de Auvernia-Ródano-Alpes, que el 1 de enero de 2016 pasó a ser una comuna delegada de la comuna nueva de Faverges-Seythenex al fusionarse con la comuna de Seythenex. En 2020, la comuna delegada fue suprimida por decisión del concejo municipal.

## Demografía
| Gráfica de evolución demográfica de Faverges entre 1800 y 2013 |
|                                                                |

Los datos demográficos contemplados en este gráfico de la comuna de Faverges se han cogido de 1800 a 1999 de la página francesa EHESS/Cassini, y los demás datos de la página del INSEE.